# Битва в Ересунні (1658)
Битва в Ересунні — морська битва дансько-шведської війни 1658—1660 років (і Північної війни 1655—1660 років), що відбулася 29 жовтня (8 листопада) 1658 в протоці Ересунн, північніше Копенгагена між шведським флотом і союзними данським та нідерландським флотами. Союзний флот здобув перемогу над шведським і змусив останній зняти блокаду Копенгагена.
Голландці під командуванням лейтенант-адмірала Якоба ван Вассенаера Обдама з Егбертом Бартоломеушем Кортенаером на чолі, який вийшов на Балтику на підтримку Данії, мали 41 корабель з 1413 гарматами, тоді як шведи під командуванням лорда-верховного адмірала Карла Густава Врангеля мали 45 кораблів з 1838 гарматами. Голландці були згруповані в три ескадри, в той час як шведи розділили свої кораблі на чотири. Сім данських кораблів з близько 280 гарматами не змогли допомогти своїм голландським союзникам через несприятливий північний вітер і могли лише спостерігати. Обдам, який спочатку отримав письмові інструкції від Великого пенсіонарія Йохана де Вітта, які були дуже складними і заплутаними для Обдама. Він попросив передати йому накази ще раз «у трьох словах», на що де Вітт відповів одним реченням: «Врятуйте Копенгаген і дайте в пику будь-кому, хто спробує цьому перешкодити». Під «будь-ким» малися на увазі англійці, чий потужний флот нещодавно розгромив голландців у Першій англо-голландській війні, що змусило голландців запідозрити, що присутній англійський флот може прийти на допомогу шведам, хоча англійці просто спостерігали за бойовими діями здалеку, не будучи союзниками жодної зі сторін. Шведи атакували агресивно, але не змогли взяти гору, в першу чергу тому, що голландці, які наближалися, мали метеорологічний прилад. Голландці змусили шведський флот припинити блокаду данської столиці, дозволивши її поповнення голландськими озброєними транспортними суднами, що врешті-решт змусило Карла повністю відмовитися від облоги.

## Напередодні битви
Від торговельного постачання з моря залежала доля обкладеного міста Копенгаген. Тому данці сильно залежали від свого союзника Нідерландів. Побоюючись загрози для своїх торговельних позицій на Балтиці, Нідерланди втрутилися.
Нідерландський лейтенант-адмірал Якоб ван Вассенар отримав від великого пенсіонарія Яна де Вітта наказ, і попросив пояснити його суть в кількох словах, на що отримав відповідь: «Врятуйте Копенгаген, і набийте фізіономію кожному, хто спробує вам перешкодити». Під «кожному» мався на увазі англійський флот, який так і не ризикнув втрутитись.

## Хід битви

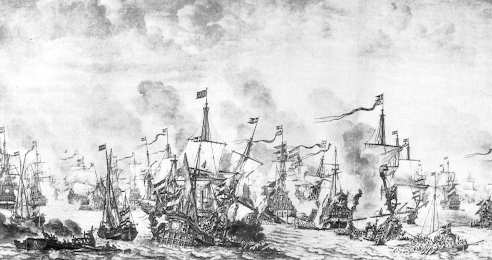
Битва в Ересунні Віллем ван де Вельде Старший

29 жовтня (8 листопада) нідерландський флот, що складався з 45 кораблів і 1838 гармат, зустрів в Ересунні північніше Копенгагена шведський флот з 45 кораблів і 1838 гармат. Противний північний вітер завадив данському флоту, який складався із 7 кораблів з 280 гарматами, прийти на допомогу своєму нідерландському союзнику.
Шведський флот агресивно пішов в атаку, проте нідерландський флот зумів зайняти навітряне положення. Попри те, що в запеклому бою загинув командувач нідерландським авангардом віце-адмірал Вітте де Вітт, чий корабель налетів на мілину і був оточений шведами, нідерландський флот зумів виграти битву і змусити шведський флот припинити блокаду Копенгагена.

## Наслідки
Голландці прорвали шведську блокаду і змогли з'єднатися з данським флотом, що опинився в пастці в Копенгагені. Данці намагалися вступити в бій, але сильний зустрічний вітер завадив цьому. Під дзвін усіх церковних дзвонів Копенгагена сильно пошкоджені голландські кораблі поповзли до міста. З морською перемогою наближався кінець претензіям Карла Х на владу в Данії.
Карл Х бачив усю битву з суші. Після цього король особисто піднявся на борт важкопораненого корабля адмірала. Вранці наступного дня після битви було віддано наказ, щоб пошкоджений шведський флот найближчим часом шукав притулку в глибокій протоці біля фортеці Ландскруна. З Ельсінору вирушили до Ландскрону. За межами Вену стало безвітряно. Тоді адмірал Врангель наказав буксирувати кораблі вручну під захист гармат фортеці. Вранці 31 жовтня більшість кораблів у такий спосіб дісталися до безпечного місця. В цей же час почав дути сильний південний вітер. Данці полегшили вітрила і частина шведських кораблів була змушена тікати на північ у протоку. Капітан Шпек на шведському «Амаранті» розвернувся на ворога; зі своїми 36 гарматами йому вдалося затримати данські кораблі «Ганнібал» і «Граа Ульф», які загалом мали 86 гармат. Ставши на якір у Ландскроні, «Шведський меч» сів на мілину. Корабель перекинувся і затонув, повний хворих і поранених, багато з яких потонули.